# Пардиак (графство)
Графство Пардиак (фр. comté de Pardiac, оксит. comtat de Pardiac) — одно из феодальных владений в Южной Франции, выделившееся в начале XI веке из графства Астарак. В его состав входила историческая провинция Пардиак. Столицей графства был Монлезён.

## География
В состав графства входили области О, Бетплан, Сен-Жюстен, Сен-Кристо и Вилькомталь. Главным замком был Монлезён. При этом располагавшиеся на территории графства Марсиак и Бомарше в состав владений графа не входили.

## История
Графство образовалось в начале XI века, когда после смерти графа Астарака Арно II часть владений была выделена его третьему сыну Бернар I Пелагосу, ставшего первым графом Пардиака.
О первых графах Пардиака известно очень мало, они не играли заметной роли в регионе. В конце XII века ветвь Астаракского дома, правившая в Пардиаке, угасла, и графство посредством брака перешло к сеньорам Монлезёна, а в конце XIV века — к Арманьякам.
После смерти в 1504 году Шарлотты д’Арманьяк графство было присоединено к французской короне.

## Список графов Пардиака
Первый Астаракский дом
- 1022/1023 — после 1034: Бернар I (ум. после 1034), граф Пардиака с ок. 1022/1023
- после 1034 — после 1088: Ожер I (ум. после 29 декабря 1088), граф Пардиака после 1034, сын предыдущего
- после 1088 — до 1130: Арно I (ум. до 1130), граф Пардиака после 1088, сын предыдущего
- до 1130 — ?: Гильом, граф Пардиака ранее 1130, брат предыдущего
- ? — ?: Боэмунд, граф Пардиака ранее 1130, сын предыдущего

Дом Монлезён

Герб графов Пардиака из дома Монлезён

- Ожер де Монлезён, сеньор де Монлезён, граф де Пардиак в 1200, возможно внук Боэмунда
- Арно Гильом II де Монлезён (ум. после 1300), сеньор де Монлезён, граф де Пардиак
- Арно Гильом III де Монлезён, сеньор де Монлезён, граф де Пардиак
- Арно Гильом IV де Монлезён (ум. до 19 января 1379), сеньор де Монлезён, граф де Пардиак
- Анна де Монлезён, дама де Монлезён и графиня де Пардиак
муж: с 19 января 1379 Жеро д’Арманьяк (ум. 1402), виконт де Фезансаге, граф де Пардиак с 1379

Дом д’Арманьяк

Герб графов Пардиака из дома Арманьяк

- 1379—1401: Жеро (ум. 1402), виконт де Фезансаге, граф де Пардиак с 1379
- 1401—1402: Жан (ум. 1402), виконт де Фезансаге с 1402, граф де Пардиак с 1401
- 1391—1418: Бернар VII (1364 — 12 июня 1418), граф де Шароле в 1384—1390, граф д’Арманьяк, де Фезансак и де Родез, виконт де Ломань и д’Овиллар с 1391, граф де Пардиак с 1402, коннетабль Франции с 1415
- 1418—1455/1462: Бернар VIII (26 марта 1400 — 1455/1462),  граф де Пардиак, виконт де Карла и де Мюра с 1418, герцог де Немур с 1429, граф де Ла Марш и граф де Кастр с 1438
- 1455/1462—1477: Жак (1433 — 4 августа 1477), граф де Пардиак, виконт де Карла и де Мюра, герцог де Немур, граф де Ла Марш и граф де Кастр
- 1491—1500: Жан (ок. 1470—1500), герцог де Немур, де Пардиак и де Бофор, виконт де Мартиг, де Шательро и де Мюра с 1491
- 1500—1501: Луи (1472 — 28 апреля 1503), граф де Гиз, герцог де Немур и пэр Франции, граф де Пардиак и де Ла Марш с 1500
- 1501—1504: Шарлотта д’Арманьяк (1476—1504), графиня де Гиз, герцогиня де Немур, графиня де Пардиак с 1501